# Xã Cedar, Quận Callaway, Missouri
Xã Cedar (tiếng Anh: Cedar Township) là một xã thuộc quận Callaway, tiểu bang Missouri, Hoa Kỳ. Năm 2010, dân số của xã này là 2.937 người.